# Yitha'amar Watar III.
Yitha'amar Watar III. (sabäisch yṯʿʾmr wtr Yiṯaʿʾamar Watar), Sohn und Nachfolger des Sumuhu'ali Yanuf III., war ein König des altsüdarabischen Reiches Saba. Hermann von Wissmann setzte seine Regierungszeit um 375 v. Chr. an.
Unter Yitha'amar Watar III. verlor Saba endgültig seinen Status als Großreich, wie eine qatabanische Siegesinschrift zeigt. Außerdem sind noch einige wenig bedeutsame private Inschriften erhalten.